# Embaixada da Arábia Saudita em Lisboa
A Embaixada da Arábia Saudita em Lisboa é a principal missão diplomática saudita em Portugal, Lisboa, e é chefiada pelo Embaixador do Guardião das Duas Mesquitas Sagradas, o Príncipe Saud Bin Abdulmohsen Bin Abdulaziz Al Saud.